# Палац у Козлівці
Палац у Козлівці — пам'ятка палацово-паркової архітектури 18 століття у селі Козлівка, на півночі Люблінського воєводства, на віддалі 9 км на захід від Любартова і 0,5 км від села Кам'янки. Нині тут розміщений Музей Замойських у Козлівці. На півдні терену знаходиться Козлівецький ландшафтний парк.

## Історія
Палац побудований у 1736-1742 роках для холмського воєводи Міхала Бєлінського, за проектом Юзефа Фонтана, який втілив бароковий план фр. entre cour et jardin (між дитинцем і парком). Протягом 1799-1944 років маєток належав родині Замойських. Розквіт настав за часів Костянтина Замойського, який у 1903 році заснував тут ординацію. Перебудовуючи резиденцію, граф намагався перетворити її на один з найбільш монументальних і пишних магнатських маєтків.
З листопада 1944 року, після від'їзду останніх власників, палац був націоналізований. Виконував функції музейного сховища Міністерства культури і мистецтв, а від 1979 є музейним осередком, від 1992 — Музею Замойських у Козлівці.

## Експозиція музею
В інтер'єрі кінця 19 початку 20 століття можна оглянути: необарокові і неореґенційні плафони, печі з мейсенської порцеляни, мармурові каміни, дубові паркети, велику колекцію малярства (переважно фамільні портрети і копії європейського малярства), меблі, різьбу, люстри, килими, порцеляну, золотарські вироби, що свого часу оздоблювали палац.
Інтер'єр досконало доглядається із збереженням найвищого ступеня автентичності.

## Цікаві факти
- Над в'їзними ворітьми до палацевого дитинця уміщено напис «То менш болісно» (пол. «To mniey boli»). Напис цей відгук старої історії. Як переповідають, після чергової січі, король польський Владислав І Локетек їздив оглядав поранених. Схилившись до одного з звитяжців, яким виявився предок Замойських Флоріан Шарий, король промовив: «А що ж за страшну муку терпить цей лицар!» На що почув у відповідь: «То менш болісно, ніж ті страждання, які завдає ближній». У 19 столітті версію відповіді лицаря переробили на більш патріотичну, відтоді він відповідав: «То менш болісно, як страждання батьківщини.»
- У будівлі колишньої графської возівні знаходиться єдина у Польщі Галерея соцреалістичного мистецтва. Представлено найцікавіші зразки з першої половини 1950-х років. Колекція нараховує більш як 1600 музейних речей.

## Мережеві лінки
- Музей Замойських у Козлівці, офсайт (пол.), (англ.)
- Бібліографія (пол.)